# Dallas (Caroline du Nord)
Pour les articles homonymes, voir Dallas (homonymie).
La ville de Dallas est située dans le comté de Gaston, dans l’État de Caroline du Nord, aux États-Unis. Lors du recensement de 2010, elle comptait 4 488 habitants.

## Démographie
| 1870 | 1880 | 1890 | 1900 | 1910  | 1920  |
| ---- | ---- | ---- | ---- | ----- | ----- |
| 299  | 417  | 441  | 514  | 1 065 | 1 397 |

| 1930  | 1940  | 1950  | 1960  | 1970  | 1980  |
| ----- | ----- | ----- | ----- | ----- | ----- |
| 1 489 | 1 704 | 2 454 | 3 270 | 4 059 | 3 340 |

| 1990  | 2000  | 2010  | - | - | - |
| ----- | ----- | ----- | - | - | - |
| 3 012 | 3 402 | 4 488 | - | - | - |